# Dmitri Wladimirowitsch Maslejew

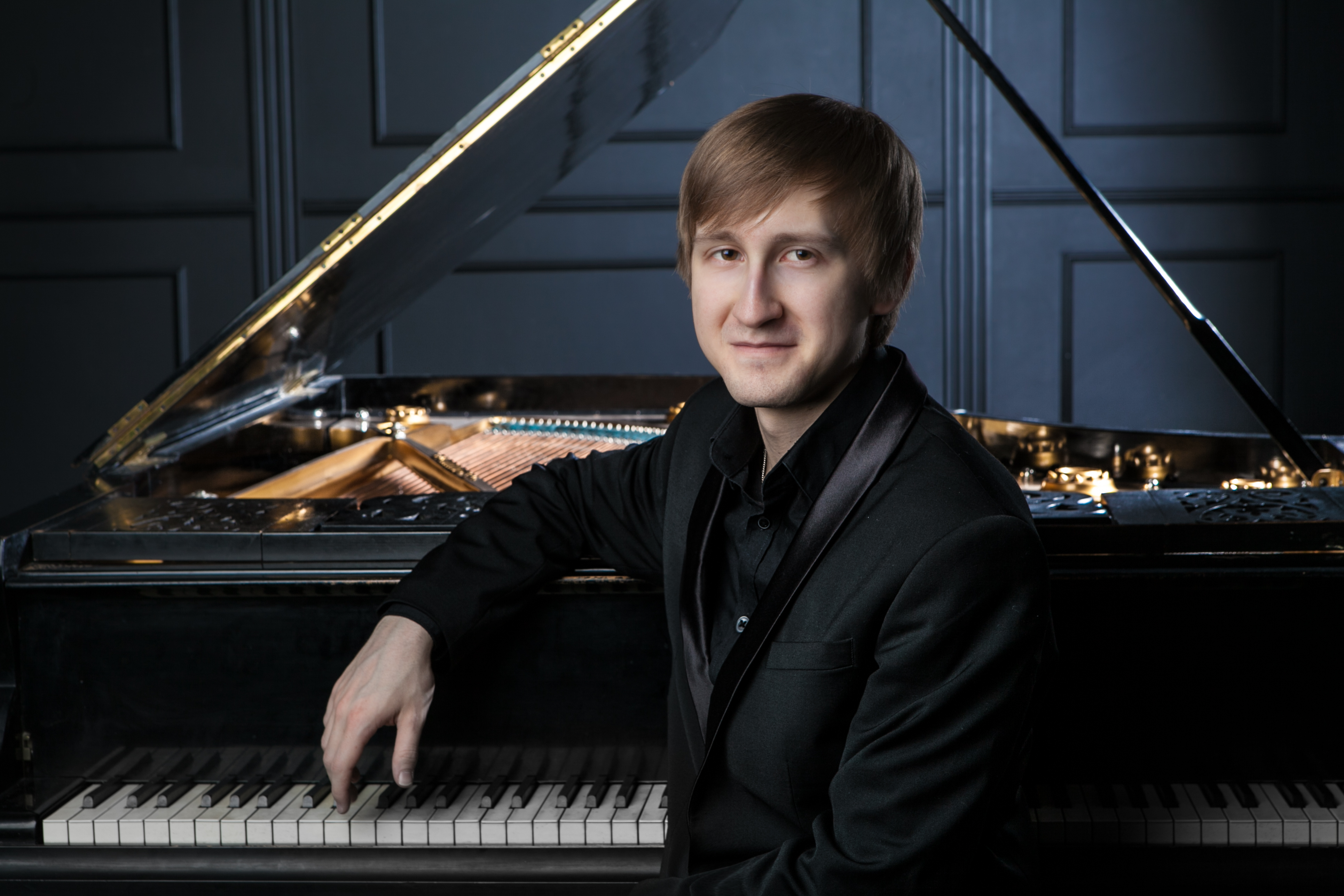
Dmitri Maslejew 2016

Dmitri Wladimirowitsch Maslejew (russisch Дмитрий Владимирович Маслеев, englische Transkription Dmitry Masleev; * 4. Mai 1988 in Ulan-Ude) ist ein russischer Pianist. Er gewann im Jahr 2015 den Internationalen Tschaikowski-Klavier-Wettbewerb in Moskau.

## Ausbildung
Dmitri Maslejew wurde 1988 in der südost-sibirischen Stadt Ulan-Ude geboren. Er studierte bei Michail Petuchow am Moskauer Konservatorium (Studienabschluss 2014) sowie in den Jahren 2014 und 2015 an der International Piano Academy am Comer See. Bereits während seiner Studienzeit gewann er Preise bei Musikwettbewerben wie den Adilia-Alieva-Klavierwettbewerb von Gaillard (2010), den Chopin-Wettbewerb von Rom (2011), den  Antonio-Napolitano-Wettbewerb von Salerno, einen dritten Preis beim russischen Musikwettbewerb in Moskau (2014) und den ersten Preis und die Goldmedaille beim 15. Moskauer Tschaikowski-Wettbewerb. Für die Neuinterpretation von Wolfgang Amadeus Mozarts Klavierkonzert d-moll KV 466 erhielt er von der Moskauer Jury einen Sonderpreis zugesprochen.

## Leben und Werk
In den ersten Jahren nach dem Gewinn des Moskauer Klavierwettbewerbes gab Maslejew Konzertdebüts in den großen Musikzentren der westlichen Welt (Paris, London, New York) mit faszinierenden Interpretationen von Beethoven bis Rachmaninow. Maslejews Spiel wurde auf den Festivals von La Roque-d’Anthéron, Beauvais, dem Rheingau Musik Festival, Bad Kissingen sowie den Klavierfestivals Ruhr und Mecklenburg-Vorpommern bewundert.
Neben Russland haben für Dmitri Maslejew besonders Frankreich und Deutschland große Bedeutung für Konzerttourneen. Sein Debüt an der Münchner Philharmonie am Gasteig führte zu zahlreichen Konzertverpflichtungen in Deutschland. Der Auftritt in der Philharmonie de Paris ebnete ihm den Weg für Solokonzerte in Frankreich und beispielsweise einer Asien-Tournee mit dem Orchestre Philharmonique de Radio France unter Mikko Franck.
Im Januar 2017 gab Maslejew in einem „Recital mit Isaac Stern sein Debüt in der Carnegie Hall in New York. Die beiden Künstler wiederholten dieses Konzert etwas später in Toronto und Moskau.“ Während der Konzertsaison 2017/2018 arbeitete/arbeitet Maslejew intensiv mit den Bamberger Symphonikern und dem SWR Symphonieorchester Stuttgart zusammen. Zu den künstlerischen Höhepunkten dieser Saison gehört seine Residence am Bodensee-Festival mit Solo-, Kammer- und Orchesteraufführungen sowie eine US-Tournee mit der Moskauer Staatssymphonie.
Als erste Einspielung veröffentlichte Maslejew 2017 Soloaufnahmen von Domenico Scarlatti, Sergei Prokofjew und Dmitri Schostakowitsch für das russische Label Melodija veröffentlicht.

## Wertung
Musikkritiker heben Dmitri Maslejews makellose Technik, seine virtuose Brillanz und insbesondere seine Lyrik und magische Zartheit im Vortrag hervor.